# Бернські Альпи

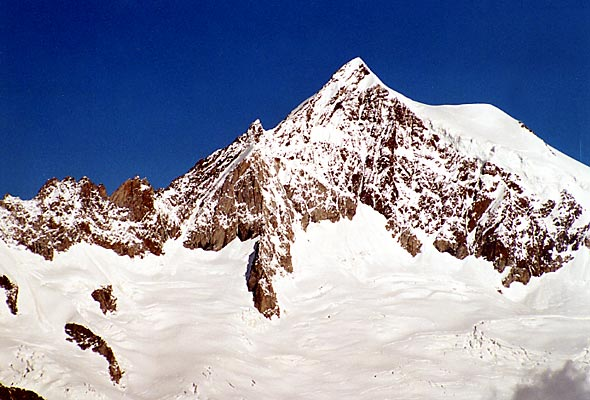
Алечхорн

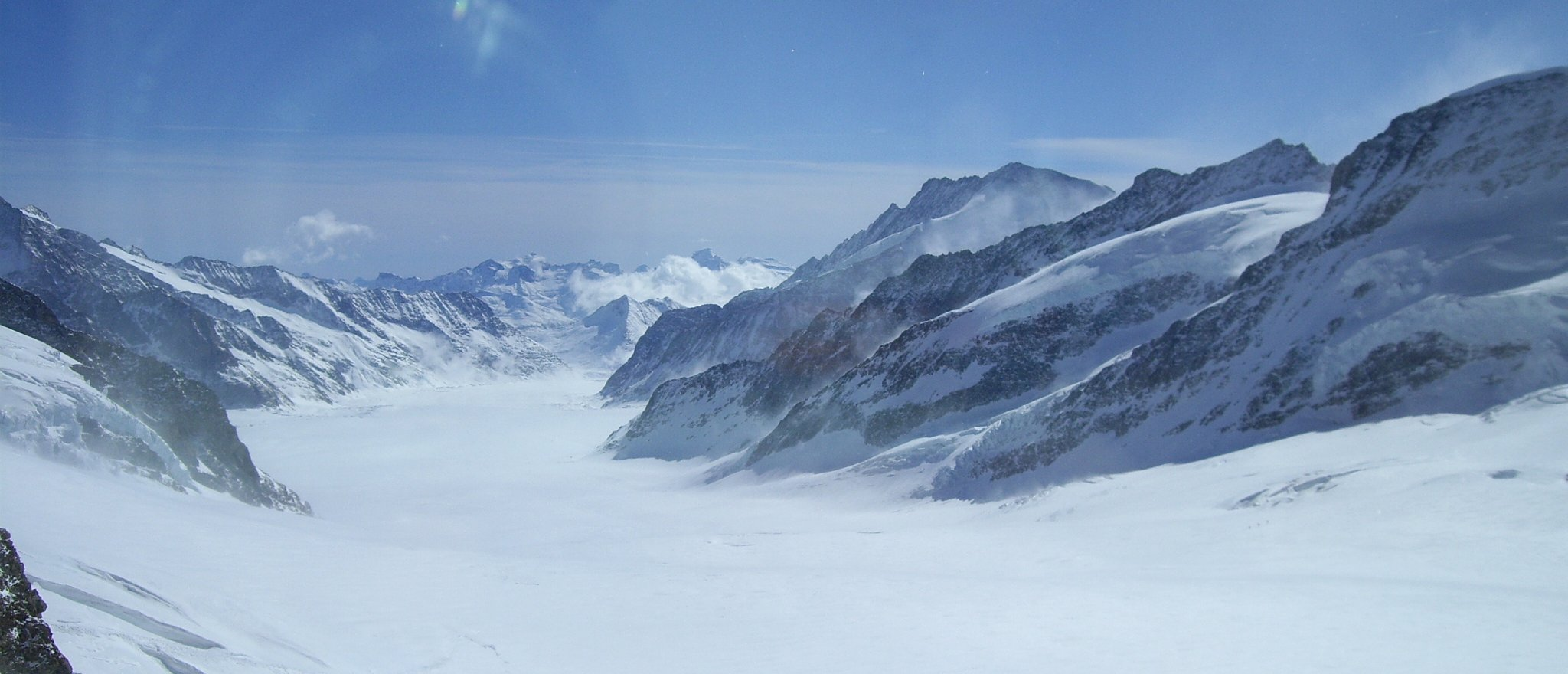
Юнгфрау

Бе́рнські А́льпи ((нім. Berner Alpen, фр. Alpes bernoises, італ. Alpi bernesi)) — гори, частина Західних Альп на території Швейцарії (головним чином кантон Берн, а також кантони Во, Фрібур, Вале, Люцерн, Урі, Нідвальден).

## Опис
Бернські Альпи відокремлені від Пеннінських Альп (на півдні) долиною річки Рона, від Лєпонтинських Альп (на південному сході) — долиною річки Рона і перевалами Фурка і Сен-Готард, від Гларнських Альп (на сході) — долиною річки Ройс, північна межа проходить приблизно по лінії між Женевським і Фірвальдштетським (Люцерн) озерами.
Довжина близько 120 км. Складені кристалічними сланцями і гранітами, західні і північні відроги — осадовими породами.
За поділом SOIUSA, Бернські Альпи (в широкому визначенні) є частиною Західних Альп і складаються з трьох підгруп:
- Бернські Альпи (у вузькому визначенні) в центрі (найвища вершина — Фінстерааргорн, 4 274 м.н.м.)
- Урійські Альпи на (північному) сході (найвища вершина — Даммашток, 3 630 м.н.м.)
- Альпи Во на (південному) заході (найвища вершина — Ле-Д'яблеретс, 3 210 м.н.м.)

Межі між цими підгрупами проходять відповідно по перевалам Грімзельпас та Санечпас.
Присутні природні пояси листяних і хвойних лісів, субальпійських і альпійських лук в залежності від висоти вершини.

### Найвищі вершини
Всі найвищі вершини розташовані у Бернських Альпах у вузькому розумінні:
- Фінстерааргорн, 4 274 м,
- Алечгорн, 4 195 м,
- Юнгфрау, 4 158 м.